# Siedem Sióstr (ropa naftowa)
Siedem Sióstr (ang. Seven Sisters) – nieformalne porozumienie powstałe w sierpniu-wrześniu 1928 roku w szkockiej miejscowości Achnacarry, wielkich korporacji wydobywczych. Osiągnięte tam porozumienie łagodziło dotychczasową ostrą konkurencję między tymi towarzystwami. Porozumienie przewidywało ograniczenie wydobycia ropy stosownie do kształtowania się popytu na nią i zachowanie dotychczasowych proporcji w jej wydobyciu między towarzystwami. Uzgodniono również ceny zbytu ropy naftowej. Za podstawę wzięto ceny ropy amerykańskiej fob porty Zatoki Meksykańskiej plus koszty frachtu do miejsca dostawy. Korporacje naftowe dyktowały ceny przez kontrolę produkcji, w 1965 roku kontrolowały 62,4% wydobycia ropy bez ZSRR i krajów Europy Wschodniej.
W skład grupy wchodziły: British Petroleum, Exxon, Gulf Oil, Mobil, Royal Dutch Shell, Standard Oil of California (SoCal) i Texaco.
Ich działanie w kierunku obniżania cen ropy na Bliskim Wschodzie spowodowało reakcję w postaci powstania OPEC.
Współcześnie „Nowymi Siedmioma Siostrami” nazywa się siedem największych na świecie i najbardziej wpływowych koncernów energetycznych: Saudi Aramco, Gazprom, CNPC, NIOC, PDVSA, Petrobras i Petronas.
Te spółki, w których większościowym udziałowcem jest państwo, kontrolują prawie 30% światowego wydobycia i ponad 30% łącznych światowych rezerw ropy i gazu.
„Stare” siostry mają około 10% udziału w wydobyciu i dysponują około 3% światowych rezerw, jednak dzięki temu, że sprzedają nie tylko ropę i gaz, lecz także benzynę, olej napędowy i produkty przemysłu petrochemicznego – pod względem przychodów ciągle jeszcze znacznie górują nad „nowymi” siostrami.